# Ohlertidion lundbecki
Ohlertidion lundbecki là một loài nhện trong họ Theridiidae.
Loài này thuộc chi Ohlertidion. Ohlertidion lundbecki được William Sørensen miêu tả năm 1898.